# ラ＝ロンシエール島
ラ＝ロンシエール島(ラ＝ロンシエールとう、ロシア語: Остров Ла-Ронсьер)は北極海の一部であるバレンツ海に位置するロシア連邦領ゼムリャフランツァヨシファの北部にある島である。1874年に発見された当初、ゼムリャ・ビリチェクの半島であると考えられていたが、1899年に気象学者Уэлмана Э. Болдуинにより島であることが証明された 。